# Cuy (Oise)
Cuy é uma comuna francesa na região administrativa de Altos da França, no departamento de Oise. Estende-se por uma área de 4,33 km². Em 2010 a comuna tinha 225 habitantes (densidade: 52 hab./km²).